# Miami bass
Sous-genres
Bounce music
Genres dérivés
Baile funk, freestyle, trap
La Miami bass (aussi appelée booty music ou booty bass) est un sous-genre musical du hip-hop popularisé dans les années 1980 et 1990. Les racines du genre sont directement ancrées dans l'electro-funk du début des années 1980. Son utilisation de caisses produites par le Roland TR-808, son tempo rapide, et son contenu lyriquement à caractère sexuel le différencie des autres sous-genres du hip-hop.
L'auteur Richie Unterberger définit l'usage des cymbales utilisées dans la Miami bass accompagnées de paroles qui « reflètent le langage des rues, en particulier celui de la communauté noire basée à Miami dans des villes telles que Liberty City et Overtown. »

## Contexte
Miami est une ville située au sud de la Floride en contact direct avec les Caraïbes. Des populations des diasporas caribéennes (jamaïcaines, bahamiennes, cubaines, trinidadiennes) y habitent. Selon Luther Campbell, Miami est un melting-pot, et ces populations y ont chacune importé leurs sons (reggae, dub, calypso...), qui ont comme point commun l'importance de la basse. Au début des années 1980, des sound systems mobiles s'installent à Miami dans les parcs et plage proche d'Overtown et de Liberty City, et y diffusent des morceaux de hip-hop, de reggae, de dub où la bass est primordiale. Étant donné qu'il y a parfois plusieurs sound systems au même endroit, ils luttent pour que leur son soit plus audible que les autres, pour cela il faut avoir la bass la plus forte possible. C'est probablement de là que vient l'importance de la bass dans la musique produite à Miami,.

## Histoire

### Electro-funk
Certains pionniers de la Miami bass ont des liens directs avec le genre electro-funk. Amos Larkins ll, qui a signé l'un des premiers morceaux de la Miami bass (Commin in Fresh de Double Duce), travaillait en tant que producteur au sein du label Sunnyview, où il a produit des morceaux pour Connie et Debbie Deb, deux artistes electro-funk. Amos Larkins ll s'était inspiré du son de son collègue Pretty Tony, lui aussi producteur chez Sunnyview, et de son usage du 808 pour produire ses morceaux,.

### Années 1980
Pendant les années 1980, seuls les DJ et producteurs se concentrent sur la Miami Bass. Des labels discographiques tels que Pandisc Records, HOT Records, 4-Sight Records et Skyywalker Records font paraître de nombreux albums du genre. Unterberger considère James (Maggotron) McCauley (alias DXJ, Maggozulu 2, Planet Detroit et Bass Master Khan) comme « le père fondateur de la Miami bass », un titre que McCauley lui-même refuse, préférant l'attribuer au producteur Amos Larkins ll. Amos Larkins ll va produire en 1985 le morceau Commin in Fresh de Double Duce après une nuit mouvementée, remplie de fête et de cocaïne. Il envoie son morceau au label pour l'éditer sans vérifier la qualité du son, et s'aperçoit à sa sortie que la basses est beaucoup trop forte, mal réglée. À sa surprise le morceau a du succès à sa sortie, ce qui montre l'Intérêt du public de Miami pour les basses puissantes.
Bass Rock Express de MC ADE (aux côtés d'Amos Larkins) est souvent considéré comme le premier titre Miami bass à gagner en popularité underground à l'échelle internationale. Le single Throw The D des 2 Live Crew (produit par David « Mr. Mixx » Hobbs) en janvier 1986 attribue l'écriture et la production officielle des futures chansons Miami bass. Luther « Luke Skyywalker » Campbell et David « Mr. Mixx » Hobbs des 2 Live Crew jouent un rôle clé dans la popularisation de la Miami bass à la fin des années 1980 et début des années 1990. L'album du groupe The 2 Live Crew Is What We Are, sorti en 1986, suscite une polémique à cause de ses paroles à caractère sexuel explicite. As Nasty As They Wanna Be, et son titre à succès Me So Horny, suscitent encore plus la polémique et mènent à des batailles juridiques avec les 2 Live Crew et les magasins vendant leurs albums.
La popularité de la Miami bass est en partie due à sa diffusion radiophonique en Floride du Sud et à Orlando, et par des DJ locaux. Au milieu des années 1980 et début 1990, des DJ comme Ghetto Style DJs, Luke Skyywalker, Triple M DJs, Norberto Morales, MHF DJs, Super JD, Space Funk DJs, Mohamed Moretta, DJ Nice and Nasty, Felix Sama, Ramon Hernandez, Bass Master DJs, DJ Laz, Earl « The Pearl » Little, Uncle Al, Raylo and Dem Damn Dogs, DJ Slice, K-Bass, et Jam Pony Express s'impliquent grandement dans la diffusion de la Miami bass lors d'événements locaux de grande ampleur. Des clubs situés en Floride du Sud, comme Pac-Jam, Superstars Rollertheque, Bass Station, Studio 183, Randolphs, Nepenthe, Video Powerhouse, Skylight Express, Beat Club et Club Boca, diffusent régulièrement le style.
En 1984, Luther Campbell et les Ghetto Style DJs vont organiser des soirées hebdomadaires au Sunshine Skating Rink de Miami, des soirées ou l'on écoute le hip-hop de l'époque, et destinées aux adolescents. Les autres soirs de la semaine, la salle propose des soirées reggae ou soul. Les Ghetto Style DJs s'occupent eux-mêmes de la sécurité lors de leurs événements. Quelques mois plus tard, les Ghetto Style Djs vont lancer le Pac Jam Teen Disco ll, dans un nouveau lieu qui cette fois-ci est occupé seulement par leur équipe. Luther Campbell se sert du Pac Jam Teen Disco ll pour populariser des nouveautés musicales. Les disques joués dans la salle voient leur ventes augmenter chez les disquaires. Plus tard, Luther Campbell va inviter des rappeurs importants de la scène de l'époque (Run–DMC, MC Hammer, DJ Jazzy Jeff and The Fresh Prince), et leur proposer de jouer au Pac Jam. En 1985, après avoir découvert Beat Box, le premier single des 2 Live Crew, Luther Campbell leur propose de venir jouer à Miami, au Pac Jam. Le Pac Jam est un endroit où l'on invente et popularise des moves de danse. 2 Live Crew et Luther Campbell vont s'inspirer d'un mouvement de danse pour créer leur premier single produit à Miami, Throw the D, après l'avoir vu dansé une nuit au Pac Jam,.
Après avoir découvert l'importance des radios pirates en Angleterre, à la suite d'un concert donné dans une rave party, Luther Campbell va lancer une radio pirate qui émet depuis le Pac Jam. Il y diffuse des morceaux de Miami Bass et des nouvelles sorties de son label Luke Records. La radio permet de propager des sons qui ne sont pas acceptés sur la bande FM sur les ondes,.

### Danse
La Miami Bass entretient une relation forte avec la danse. De nombreux morceaux sont écrits et pensés pour être écoutés et joués dans les clubs, et décrivent pas-à-pas comment reproduire des pas de danses. Cette stratégie, expliqué par Luther Campbell dans sa biographie, garanti que des morceaux soit beaucoup joués en club car ils créent des moments de danse sur la piste. Le single Throw The D de 2 Live Crew est écrit dans ce but, après que les emcees du groupe aient été témoins d'une nuit de danse au Pac Jam Teen Disco. Ghetto Jump de Krush 2 et Tootsie Roll de Chronix Crew sont d'autres exemples de ce type de morceaux,.

### Diaspora cubaine
Au début des années 1980, une diaspora cubaine importante se forme à Miami à la suite de l'incident du Mariel Boatlift, où des dizaines de milliers de personnes quittent Cuba et le régime de Fidel Castro. Ce changement démographique se ressent dans la bande son de Miami avec la popularité d'artiste de Latin Swing comme Gloria Estefan et son Conga. Dans la Miami bass des artistes de la diaspora cubaine se démarquent, à l'image de DJ Laz, qui mélange dans ses morceaux, l'électronique, le son de la bass typique de Miami et les sonorités du Latin Swing,.

### Années 1990
Au milieu des années 1990, l'influence de la Miami bass se répand hors de la Floride jusqu'au sud des États-Unis. À cette période, elle assiste à une montée commerciale et publique, grâce à des artistes comme 95 South, Little Ko-Chees, Tag Team, 69 Boyz, Quad City DJ's et Freak Nasty tous auteurs de succès axés Miami bass. Des exemples de ces chansons sont Whoomp! (There It Is) des Tag Team en 1993, Tootsee Roll des 69 Boyz en 1994, C'mon N' Ride It (The Train) des Quad City DJ's en 1996, et Whoot, There It Is de 95 South en 1993. Ces chansons atteignent toutes le top 20 du Billboard Hot 100 et popularisent la Miami bass à l'échelle nationale.
En Californie, on peut entendre l'influence de la Miami bass dès la fin des années 1980 avec le morceau Supersonic de J.J. Fad. En 1984, Dr. Dre et le World Class Wrecking Crew produisait Surgery, un morceau proche de la Miami bass, où l'on sent l'influence de Planet Rock de Soulsonic Force et Afrika Bambaataa. Dans la musique populaire américaine, les morceaux Baby Got Back de Sir Mix-a-Lot (et Anaconda de Nicky Minaj qui le sample) sont d'autres exemples de titres influencés par la productions et le lyricisme de la Miami bass.

### Depuis les années 2000
Après les années 2000, on peut entendre les sonorités de la Miami bass dans des morceaux de musique populaire américaine. Beyoncé et son America Has a Problem, Drake dans Rich Baby Daddy, Tinashe avec Superlove en sont des exemples. Ces morceaux reprennent le style des années 1980 et 1990 de la Miami bass, à base de TR-808. À Miami, les héritiers de la Miami bass essayent d'emmener le genre plus loin, pour le rapprocher d'autres sous-genre de la musique électronique. Dans les productions de Jubilee, de Otto von Schirach ou de Basside, on sent à la fois l'influence de la Miami bass, et d'autres genre musicaux comme la techno de Détroit, ou le breakbeat,.

## Genres associés

### Baile funk
Dans les années 1980, le Brésilien DJ Marlboro multiplie les aller-retours entre le Brésil et les États-Unis pour y chiner des disques et va importer des morceaux de Miami bass à Rio de Janeiro, pour les jouer lors de block-party et dans des sound systems. Au départ, on y joue des morceaux américains, puis vient l'idée d'en traduire certains en portugais. On peut en voir l'exemple avec le morceau Doh Wah diddy de 2 Live Crew qui devient Melô da Mulher Feia d'Abdullah, produit par DJ Marlboro. Au Brésil, le genre d'abord appelé funk carioca, évolue en intégrant des rythmiques et sonorités typiquement brésiliennes. Le morceau 808 Volt Mix (Beatapella) de DJ Battery Brain sert de base à la plupart des morceaux de funk carioca de cette époque,.

### Car audio bass
Une partie de la scène Miami bass est liée à la culture automobile et au tuning. Le morceau Cars that Go Boom de L'Trimm sorti en 1988 en est un exemple. Dans les années 1990, une partie des producteurs de Miami comme Bass Mekanik, Techmaster P.E.B ou DJ Magic Mike vont se mettre à produire des morceaux destinés spécifiquement à être joués dans une voiture. Ils vont modifier leurs véhicules pour améliorer les enceintes et qu'ils puissent supporter des basses plus puissantes. Certains morceaux servent à tester les enceintes, où même à essayer de faire exploser les enceintes trop faibles,.

### Dirty south
La Miami bass fait partie du mouvement dirty south qui désigne le rap produit dans le sud des États-Unis, qui a la particularité d'être, en matière de texte, particulièrement cru. On y parle librement de sexe, de drague et de violence. Les autres capitales du dirty south sont Houston, Memphis et Atlanta. À Atlanta évolue le groupe Goodie Mob qui invente le terme dirty south avec leur titre éponyme sorti en 1995 dans l'album Soul Food.

### Ghettotech
La ghettotech est un descendant direct de la Miami bass. On y retrouve les mêmes thématiques phares (le sexe, la drague, racontés de manière explicite). Le genre est plus rapide (entre 140 et 175 BPM en moyenne), et est originaire du nord des États-Unis, basé à Detroit et Chicago. La ghettotech est aussi en lien avec la techno et la house.